# De Terrorist Hans-Joachim Klein
De Terrorist Hans-Joachim Klein (Engels: Hans-Joachim Klein: My Life as a Terrorist) is een documentaire van regisseur Alexander Oey uit 2005.
De documentaire geeft het portret van de Duitse voormalige terrorist Hans-Joachim Klein die eind 1975 samen met de beruchte terrorist Ilich Ramírez Sánchez (Carlos) deelnam aan de bloedige OPEC-gijzeling in Wenen. Hij ontvluchtte naar Noord-Afrika, Italië en uiteindelijk naar het platteland van Frankrijk. Hij kwam tot inkeer en liet zich in 1998 in Normandië arresteren. In 2003 kwam hij weer vrij.
In de documentaire confronteert Alexander Oey hem met filmbeelden uit zijn verleden, waar hij op dat moment afstand van heeft genomen. Klein vertelt hoe hij terechtkwam bij het linkse activisme, de gewapende strijd aanging en hoe dit leven hem later bleef achtervolgen. Hij zoekt oude bekenden op in Frankfurt, waaronder fractievoorzitter van de Groenen in het Europees Parlement, Daniel Cohn-Bendit.